# سالی ریچاردسن
سالی ریچاردسن (انگلیسی: Salli Richardson؛ زادهٔ ۲۳ نوامبر ۱۹۶۷) یک هنرپیشه اهل ایالات متحده آمریکا است. وی از سال ۱۹۸۷ میلادی تاکنون مشغول فعالیت بوده‌است.
از فیلم‌ها یا برنامه‌های تلویزیونی که وی در آن نقش داشته‌است می‌توان به من افسانه‌ام، آناکونداها: شکار ارکیده خونین، دینامیت سیاه، اعتیاد به سفید بزرگ، آنتوان فیشر، زنان واقعی و گروه تعقیب اشاره کرد.